# Prignac-et-Marcamps
 Prignac-et-Marcamps  là một xã thuộc tỉnh Gironde trong vùng Nouvelle-Aquitaine tây nam nước Pháp.